# Fabio Biondi
Fabio Biondi (15 de março de 1961 ) é um violinista e maestro italiano.
Nascido em Palermo, na Sicília, Biondi começou sua carreira internacional aos 12 anos de idade, tocando um concerto com a RAI Symphony Orchestra Orquestra Sinfónica da RAI. Com 16 anos, realizou concerto para violino de Bach no Musikverein, em Viena. Desde então, têm-se apresentado com numerosos conjuntos barrocos como: La Capella Reial e, Musica Antiqua Wien, Seminario Musicale, La Chapelle Royale e Les Musiciens du Louvre. Em 1989 fundou o agrupamento Europa Galante, especializado em música barroca, que ele dirige.